# Sindaci di Cerreto Sannita

Stemma del comune di Cerreto Sannita

Di seguito viene riportata la cronologia dei Sindaci di Cerreto Sannita dall'unificazione italiana ad oggi.
Prima del 1861 la cittadina era amministrata da un decurionato, consiglio municipale istituito da Gioacchino Murat con decreto legge del 16 ottobre 1809 e mantenuto dai sovrani borbonici con la restaurazione.
Ancora prima e precisamente dal 1541, anno di concessione degli Statuti da parte del feudatario Diomede III Carafa, esisteva una sorta di amministrazione comunale chiamata "Universitas" e costituita da una serie di magistrature elettive. I cittadini cerretesi eleggevano infatti quattro "eletti" e una dozzina di consiglieri. Gli "eletti" costituivano la giunta e uno di loro doveva sapere leggere e scrivere (il licteratus). Essi non potevano esimersi all'accettare il loro ufficio e alla fine del loro mandato venivano giudicati per ciò che avevano e non avevano fatto. Il consiglio, che si riuniva a porte chiuse, era composto dagli "eletti" e da dodici consiglieri rinnovati per metà ogni anno in modo che i nuovi consiglieri fossero informati dagli altri consiglieri delle faccende di loro competenza. In casi eccezionali era convocato il "concilium universale totius populi" ossia l'assemblea dei capi famiglia. Altri funzionari dell'Universitas erano: l'Erario, che gestiva i fondi pubblici; i Catapani, che vigilavano sull'annona (giusto peso e misura); i Mastroportulani, che curavano la manutenzione delle strade; il Maestro di zecca, che riscuoteva il dazio sui panni lana prodotti a Cerreto.
Nella Cerreto antica, antecedente il terremoto del 5 giugno 1688, le riunioni del consiglio dell'Universitas si tenevano prima all'interno a porte chiuse ed in seguito nel largo dinanzi alla chiesetta urbana di Sant'Angelo, mentre le adunanze pubbliche si avevano nella Collegiata di San Martino.
Nella Cerreto post 1688, l'attuale, l'Universitas tenne le sue prime riunioni nell'ex Teatro Comunale (Palazzo del Genio) sino al 1737, anno in cui si iniziarono a tenere nel pronao della Chiesa di San Gennaro.
La prima sede comunale dopo l'unificazione italiana fu Palazzo Guarini con ingresso su via Giuseppe Biondi che nel 1871 venne chiamata appunto via municipio. Solo agli inizi del XX secolo avvenne il trasferimento nell'attuale sede comunale: Palazzo Sant'Antonio.
| Periodo        | Periodo        | Primo cittadino      | Partito                                                                                 | Carica  | Note |
| -------------- | -------------- | -------------------- | --------------------------------------------------------------------------------------- | ------- | ---- |
| aprile 1861    | dicembre 1866  | Raffaele Magnati     |                                                                                         | sindaco |      |
| gennaio 1867   | gennaio 1869   | Francesco Guarnieri  |                                                                                         | sindaco |      |
| ottobre 1869   | giugno 1871    | Raffaele Magnati     |                                                                                         | sindaco |      |
| luglio 1871    | dicembre 1872  | Carlo Santagata      |                                                                                         | sindaco |      |
| gennaio 1873   | luglio 1873    | Lorenzo Pilella      |                                                                                         | sindaco |      |
| agosto 1873    | dicembre 1873  | Gennaro Riccio       |                                                                                         | sindaco |      |
| gennaio 1874   | luglio 1878    | Michele Ungaro       |                                                                                         | sindaco |      |
| giugno 1879    | marzo 1882     | Carlo Santagata      |                                                                                         | sindaco |      |
| aprile 1882    | marzo 1886     | Domenico Mazzacane   |                                                                                         | sindaco |      |
| maggio 1886    | settembre 1889 | Pasquale Mazzacane   |                                                                                         | sindaco |      |
| settembre 1889 | ottobre 1889   | Lorenzo Pilella      |                                                                                         | sindaco |      |
| ottobre 1889   | dicembre 1892  | Giuseppe Magnati     |                                                                                         | sindaco |      |
| dicembre 1892  | maggio 1893    | Vincenzo Mastrobuoni |                                                                                         | sindaco |      |
| settembre 1893 | gennaio 1898   | Armando Ungaro       |                                                                                         | sindaco |      |
| giugno 1899    | gennaio 1902   | Pasquale Mazzacane   |                                                                                         | sindaco |      |
| luglio 1902    | dicembre 1909  | Armando Ungaro       |                                                                                         | sindaco |      |
| ottobre 1910   | settembre 1916 | Riccardo Ungaro      |                                                                                         | sindaco |      |
| settembre 1916 | dicembre 1918  | Armando Ungaro       |                                                                                         | sindaco |      |
| dicembre 1918  | giugno 1920    | Raffaele Falanga     |                                                                                         | sindaco |      |
| novembre 1920  | giugno 1924    | Domenico Pilella     | Partito Popolare                                                                        | sindaco |      |
| gennaio 1928   | febbraio 1934  | Michele Ungaro       | Partito Nazionale Fascista                                                              | podestà |      |
| aprile 1934    | febbraio 1944  | Mario Altieri        | Partito Nazionale Fascista                                                              | podestà |      |
| maggio 1944    | aprile 1946    | Antonio Biondi       | Comitato di Liberazione Nazionale                                                       | sindaco |      |
| aprile 1946    | giugno 1952    | Pasquale Ungaro      | Democrazia Cristiana                                                                    | sindaco |      |
| giugno 1952    | giugno 1956    | Raffaele Saracco     | Democrazia Cristiana                                                                    | sindaco |      |
| giugno 1956    | luglio 1970    | Carlo Montefusco     | Partito Liberale Italiano                                                               | sindaco |      |
| luglio 1970    | giugno 1977    | Giuseppe Falato      | Democrazia Cristiana                                                                    | sindaco |      |
| giugno 1977    | giugno 1985    | Vincenzo Sciarra     | Democrazia Cristiana                                                                    | sindaco |      |
| giugno 1985    | giugno 1999    | Antonio Barbieri     | Democrazia Cristiana poi Forza Italia                                                   | sindaco |      |
| giugno 1999    | giugno 2003    | Francesco Gagliardi  | Indipendente poi Democratici di Sinistra lista civica Blocco per Cerreto                | sindaco |      |
| giugno 2004    | giugno 2009    | Antonio Barbieri     | Forza Italia poi Popolo delle libertà poi Indipendente lista civica Insieme per Cerreto | sindaco |      |
| giugno 2009    | dicembre 2010  | Pasquale Santagata   | Indipendente (Area Pdl) lista civica Insieme per Cerreto                                | sindaco |      |
| maggio 2011    | giugno 2016    | Pasquale Santagata   | Indipendente (Area Pdl), poi Forza Italia lista civica Libertà e partecipazione         | sindaco |      |
| giugno 2016    | ottobre 2021   | Giovanni Parente     | Indipendente lista civica La città nuova                                                | sindaco |      |
| ottobre 2021   | in carica      | Giovanni Parente     | Indipendente lista civica Scelgo Cerreto                                                | sindaco |      |